# Стрекалов, Степан Степанович
Степан Степанович Стрекалов (1782—1856) — генерал-лейтенант, действительный тайный советник, сенатор. В 1828—1831 гг. тифлисский военный, в 1831—1841 гг. казанский губернатор.

## Биография
Происходил из дворянского рода Стрекаловых. Родился в Санкт-Петербурге в семье Степана Фёдоровича Стрекалова, статс-секретаря императрицы Екатерины II. Родная сестра Елена была женой сенатора и мемуариста П. Г. Дивова.
Военную службу начал в 1796 году подпрапорщиком в лейб-гвардии Преображенском полку и в 1797 году произведён в прапорщики. В рядах этого полка Стрекалов принимал участие в кампании 1805 года в Австрии и сражался при Аустерлице, затем он был в сражениях 1806—1807 годов в Восточной Пруссии при Гуттштадте и Фридланде. В кампании 1808—1809 годов против шведов Стрекалов участвовал в десанте на Аландские острова.

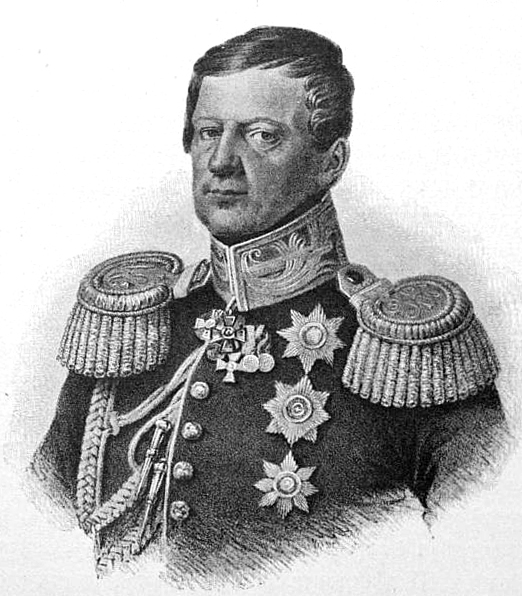
Генерал-адъютант С. С. Стрекалов, 1825

Постепенно повышаясь в чинах, Стрекалов в 1810 году уже был полковником и, продолжая службу в Преображенском полку, сражался с французами на всём протяжении Отечественной войны 1812 года, причём в Бородинской битве был сильно контужен в поясницу. В Заграничных кампаниях 1813 и 1814 годов Стрекалов также участвовал и был в делах при Люцене и Бауцене и блокаде крепости Модлин.
Произведённый 30 августа (11 сентября) 1816 года в генерал-майоры Стрекалов 30 августа (11 сентября) 1818 года получил должность командира лейб-гвардии Измайловского полка. 30 августа (11 сентября) 1821 года он был назначен состоять при генерал-инспекторе по инспекторской части.
При воцарении императора Николая I после выступления декабристов генерал-майор Стрекалов 14 (26) декабря 1825 года был назначен генерал-адъютантом к Его Императорскому Величеству и 22 августа (3 сентября) 1826 года при коронации Николая I получил орден св. Анны 1-й степени (алмазные знаки к этому ордену пожалованы 2 (14) октября 1827 года); 26 ноября (8 декабря) того же года ему за беспорочную выслугу был пожалован орден св. Георгия 4-й степени (№ 3881 по кавалерскому списку Григоровича — Степанова).
22 сентября (4 октября) 1828 года Стрекалов получил орден св. Владимира 2-й степени и 6 (18) декабря того же года был произведён в генерал-лейтенанты и назначен тифлисским военным губернатором. К Стрекалову на обед был зван заехавший в Тифлис во время своего путешествия по Кавказу Пушкин. 
В 1830 году Стрекалов отличился в экспедиции против джарцев, за что 22 октября (3 ноября) был награждён орденом св. Александра Невского (алмазные знаки к этому ордену пожалованы 21 августа (2 сентября) 1836 года). 
Вскоре после выезда графа Паскевича с Кавказа, Стрекалов в августе 1831 года оставил Тифлис и был назначен казанским военным губернатором и управляющим гражданской частью.
15 (27) декабря 1841 года Стрекалов был определён к статским делам с назначением присутствующим в московские департаменты Сената, 10 (22) октября 1843 года сенатор, генерал-адъютант, генерал-лейтенант Стрекалов произведён за отличие в действительные тайные советники, с оставлением в звании сенатора. Скончался Стрекалов 25 ноября (7 декабря) 1856 года в Москве, похоронен был в Малом соборе Донского монастыря (сохранилась только надгробная доска его второй жены).

## Семья
Стрекалов был женат дважды, первая жена — Екатерина Васильевна Давыдова (1793—15.10.1823), племянница генерал-майора Е. В. Давыдова, умерла от чахотки. Имели четырёх дочерей — Александру (01.09.1818—1870; крестница Николая I и баронессы С. Фредерикс; муж - Николай Михайлович Теренин (1809-1870)), Марию (1818— ?; в замужестве Лебедева), Елизавету (1819— ?; фрейлина) и Екатерину (в замужестве Козловская); и двух сыновей, старший из которых, Степан (24.01.1813—1893), женился на богатой княжне Александре Николаевне Касаткиной-Ростовской, их дочь Наталья Степановна была женой московского губернатора князя А. А. Ливена; младший — Александр (1816—05.07.1818).
Во время своего пребывания в Казани вдовец Стрекалов женился на Надежде Евдокимовне Брандорф (1809—1859), женщине чрезвычайно привлекательной, вдове разжалованного в матросы за буйство статского советника. Стрекалов рискнул обвенчаться с ней без высочайшего разрешения, последствием чего было его назначение сенатором в Москву.